# Jacek Głomb
Jacek Kazimierz Głomb (ur. 16 stycznia 1964 w Tarnowie) – polski reżyser teatralny i filmowy. W latach 1994–2025 dyrektor Teatru im. Heleny Modrzejewskiej w Legnicy.

## Życiorys
Ukończył studia historyczne na Uniwersytecie Jagiellońskim (1987) oraz studia z zakresu reżyserii i dramatu w Państwowej Wyższej Szkole Teatralnej w Krakowie (1992).
Początkowo związany z lokalnymi teatrami w rodzinnym Tarnowie (Nie teraz, Na Skraju, Warsztatowa). W 1994 został dyrektorem naczelnym i artystycznym Centrum Sztuki – Teatru Dramatycznego w Legnicy, który w 1999 przemianowano na Teatr im. Heleny Modrzejewskiej. Został odwołany z tego stanowiska na własną prośbę ze skutkiem na koniec sierpnia 2025.
Wyreżyserował liczne spektakle teatralne w teatrze w Legnicy, Zielonej Górze, Gorzowie Wielkopolskim, Bydgoszczy, grane w Polsce i za granicą (w takich krajach jak Niemcy, Rosja, Czechy, USA, Włochy, Hiszpania i inne). Jest twórcą koncepcji wiązania sztuki teatralnej z przestrzenią miejską, zwłaszcza zrujnowaną („Teatr, którego sceną jest miasto”). Zorganizował w Legnicy dwie edycje Międzynarodowego Festiwalu Teatralnego „Miasto” (2007, 2009), uznanego za Dolnośląskie Wydarzenie Teatralne 2007. W 2011 wraz z fundacją Teatr Nie-Taki zorganizował Festiwal Teatru Nie-złego.
W wyborach w 2001 kandydował bez powodzenia na senatora z ramienia Bloku Senat 2001 (z rekomendacji UW). W wyborach w 2011 ponownie bezskutecznie kandydował na senatora (tym razem z ramienia Platformy Obywatelskiej).
W 2002 odznaczony Złotym Krzyżem Zasługi, a w 2024 Złotym Medalem „Zasłużony Kulturze Gloria Artis”.

## Wyróżnienia
- 1997 – nagroda za reżyserię spektaklu Zły w III Ogólnopolskim Konkursie na Wystawienie Polskiej Sztuki Współczesnej
- 1999 – nagroda za inscenizację spektaklu Koriolan uznanego za najlepszy polski spektakl szekspirowski sezonu 1998/1999 przez Fundację Theatrum Gedanense
- 2001 – nagrody za reżyserię Ballady o Zakaczawiu na I Festiwalu Dramaturgii Współczesnej Rzeczywistość Przedstawiona w Zabrzu, w VII Ogólnopolskim Konkursie na Wystawienie Polskiej Sztuki Współczesnej, Dolnośląski Brylant 2000, Nagroda im. Konrada Swinarskiego[7]
- 2006 – nagroda za reżyserię Otella na X Festiwalu Szekspirowskim w Gdańsku
- 2007 – nagroda za reżyserię Zabijania Gomułki w XIII Ogólnopolskim Konkursie na Wystawienie Polskiej Sztuki Współczesnej, na XI Ogólnopolskim Festiwalu Komedii Talia w Tarnowie
- 2013 – Europejska Nagroda Obywatelska[8]
- 2025 – tytuł honorowego obywatela Legnicy[9]

## Wybrana twórczość
Spektakle teatralne
- Trzej muszkieterowie, reżyseria, 1995
- Zły, reżyseria, 1996
- Don Kichot uleczony, reżyseria, 1997
- Koriolan, inscenizacja, 1998
- Ballada o Zakaczawiu, reżyseria, 2000
- Hamlet, Książę Danii, inscenizacja, 2001
- Obywatel M – historyja, reżyseria, 2002
- Mersi, czyli przypadki Szypowa według Bułata Okudżawy, reżyseria, 2002
- Wschody i Zachody Miasta, reżyseria, 2003
- Szaweł, reżyseria, 2004
- Otello, reżyseria, 2006
- Zabijanie Gomułki według Jerzego Pilcha, reżyseria, 2007
- Łemko, reżyseria, 2007
- Palę Rosję! – Opowieść syberyjska, reżyseria, 2009
- Zapach żużla, reżyseria 2010
- Kochankowie z Werony, reżyseria, 2011
- Marsz Polonia, reżyseria, 2012
- Kokolobolo, czyli opowieść o przypadkach Ślepego Maksa i Szai Magnata, reżyseria, 2012

Filmografia
- Operacja Dunaj, reżyseria, 2009